# Deschavar
La palabra deschavar pertenece al lunfardo con el significado de delatar a alguien, descubrir lo oculto, poner en evidencia, violar un secreto que le fue confiado e incluso en la forma reflexiva deschavarse, confesar un secreto o un episodio delictivo. Es un derivado del italiano y ha sido usada con ese significado en poemas, tangos y piezas teatrales.

## Etimología
Deschavar deriva del piamontés descciavá o el italiano schiavare, cuyo significado es abrir forzando (una puerta, una caja de valores, etc.). Origina el sustantivo deschave y en alguna oportunidad, como en Los escrushantes, de Alberto Vacarezza, se usó la variante deschavo.

## La influencia de los autores
Señala Teruggi que además del proceso de creación espontánea del lunfardo, están también los que define como “creadores profesionales de lunfardismos”, esto es autores teatrales, escritoires en el sentido amplio (libretistas de radio, guionistas de cine), poetas, letristas de tango, etc. Algunos de ellos, para lograr una rápida y eficaz comunicación, recurren a lunfardismos –que contienen una carga afectiva-, difundidos en mayor o menor medida, e incluso los crean ad hoc. Se trata de un fenómeno que también se da en otros países y que Flexner y Wentworth denominan argot sintético o artificial.

## Su uso en la literatura
El tango Paño verde, que lleva música de Oscar D'Angelo y letra de Luis Alposta se refiere al personaje señalando que:

Nunca cedió a la pasión

ni le tembló la muñeca,

que es de gil ponerse breca

y deschavar emoción.
También el poeta Alcides Gandolfi Herrero usó la palabra:

Yo tengo una tristeza engayolada

que escabuye en silencio el de la zurda,

metejón de mi vida que me encurda

y deschavo con bronca en la mirada.
Algún poeta hace referencia a un “deschave sincero”, o sea no ocultar la verdad como Juan Bautista Devoto en Los santos del estaño:

Sobrellevaron su destino entero

y su deschave siempre fue sincero

y en una madrugada, sin recelo,

jineteando al lucero más hermoso,

con la copa del último reposo

se piantaron los santos para el cielo.
Hay tangos que alertan sobre el peligro de deschavarse en ciertas situaciones:
Así Celedonio Flores en la difundida pieza Atenti pebeta (1929) con música de Ciriaco Ortiz le dice a la muchacha:

Cuando estés en la vereda y te fiche un bacanazo

vos hacete la chitrula y no te le deschavés

que no manyen que estás lista al primer tiro de lazo

y que por un par de leones bien planchados te perdés.
Por su parte Carlos Waiss también alerta, en este caso sobre el peligro de beber en exceso, en el tango Bien pulenta (1950) que lleva música de Juan D'Arienzo y Héctor Varela:

No me gustan los boliches que las copas charlan mucho

y entre tragos se deschava lo que nunca se pensó.

Yo conozco tantos hombres que eran vivos y eran duchos

y en la cruz de cuatro copas se comieron un garrón.
También una excesiva autoconfianza puede deriver en un descuido y en deschave, como dice Norberto Aroldi en el tango Pa'que sepan como soy que lleva música de Emilio González: 
En la timba soy ligero, yo nací pal escolaso.

No es afano la muñeca cuando sobra calidad

yo conozco muchos vivos que cayeron en el lazo,

el que liga y se embalurda se deschava sin pensar.
Allá por 1928 Enrique Cadícamo usaba este vocablo en el tango Che Bartolo  con música de Rodolfo Sciammarella:

Gran vivillo de aspamento, malandrín de meta y ponga

atajate este ponchazo que te voy a sacudir,

no es que quiera deschavarte por cantar una milonga

si no porque con tus brillos vos no me vas a engrupir.
La apariencia puede deschavar el origen social del personaje, como dice Carlos Waiss en el tango Cartón junao (1947) que lleva música de Juan D'Arienzo y Héctor Varela:

Siempre pasa con el pucho sobrador a flor de labio

con la pinta medio shiome que deschava el arrabal.

Lleva el lengue hecho galleta, con el funyi arremangado

y se va ladeando todo con andar acompadrado

mientras pica la vereda con el taco militar.
También los ojos pueden reveler los sentimientos de acuerdo al tango Llevátelo todo (1928) de Rodolfo Sciammarella:

Si te deschavan tus ojos,

tu voz que está emocionada;

si comprendo claramente

que vos mucho la querés.
Entre las otras obras que usan deschavar se encuentran Consejos reos, la milonga con letra de Celedonio Flores y música de Carlos Acuña y Carlos Mayel, Mala entraña (1927), tango también con letra de Flores y música de Enrique Maciel. El que atrasó el reloj (1933), tango con letra de Cadícamo y música de Guillermo Barbieri y P'al nene (1950), tango de Mario Battistella con música de Edmundo Rivero.

## Obras teatrales
Además del caso ya citado de Los escrushantes, de Alberto Vacarezza y de otras piezas teatrales, debe mencionarse a El gran deschave, una obra teatral escrita por los dramaturgos argentinos Armando Chulak (Buenos Aires, 1927-Mar del Plata 1975) y Sergio De Cecco (Buenos Aires, 1931-1986) que se llamaba originalmente Final feliz que fue estrenada en 1975 en el Teatro Regina con la actuación como pareja central de Federico Luppi y Haydée Padilla con la dirección de Carlos Gandolfo y se constituyó en uno de los éxitos del teatro nacional argentino.